# Champions des États-Unis de natation en bassin de 50 m du 50 m nage libre

## 50 mètres nage libre messieurs
| Championnat                        | Ville                 | Nageur                        | Naissance | Age   | Club                                      | Temps           |
| 1980 printemps (avril) (50m)       | Austin (TX)           | Gary Schatz                   |           |       | Longhorns aquatics                        | 22 s 86         |
| 1980 sélections JO (août) (50m)    | Irvine, Ca            | Joe Bottom                    |           |       | Walnut Creek                              | 23 s 07         |
| 1981 printemps (avril) (25y)       |                       | Robin Leamy                   | 1961      | 20    | Mission Viejo Nadadores                   | 19 s 91         |
| 1981 été (août) (50m)              |                       | Robin Leamy                   | 1961      | 20    | Mission Viejo Nadadores                   | 22 s 57         |
| 1982 printemps (avril) (25y)       | Université de Floride | Peng Siong-Ang Robin Leamy    | 1962 1961 | 20 21 | Houston Mission Viejo                     | 19 s 86 19 s 94 |
| 1982 été (août) (50m)              | Indianapolis, In      | Peng Siong-Ang Rowdy Gaines   | 1962 1959 | 20 23 | SLOS WEST                                 | 22 s 69 22 s 81 |
| 1983 printemps (avril) (25y)       | Indianapolis, In      | Tom Jager                     | 1964      | 19    | UCLA swimming                             | 19 s 64         |
| 1983 été (août) (50m)              | Clovis, Ca            | Robin Leamy                   |           |       | Bruin                                     | 22 s 59         |
| 1984 printemps (mars) (50m)        |                       | Mark Stockwell                |           |       |                                           | 22 s 83         |
| 1984 été () (50m)                  |                       | Mike Mc Lean                  |           |       | Schroeder YMCA Swim Team                  | 24 s 20         |
| 1985 printemps (avril) (25y)       | Monterey Park, Ca     | Tom Jager                     | 1964      | 21    | UCLA swimming                             | 19 s 58         |
| 1985 été (août) (50m)              | Mission Viejo, Ca     | Tom Jager                     | 1964      | 21    | Parkway swim club                         | 22 s 63         |
| 1986 printemps (mars) (25y)        | Orlando, Fl           | Peng Siong-Ang Troy Dalbey    |           |       | Woodlands San Jose State University       | 20 s 07 20 s 25 |
| 1986 Sélections CM (juin) (50m)    | Orlando, Fl           | Matt Biondi                   | 1965      | 21    | Golden Bear Swimming                      | 22 s 33 RM      |
| 1986 été (août) (50m)              | Santa Clara, Ca       | Scott Mc Cadam                |           |       | Mustang                                   | 22 s 85         |
| 1987 printemps (mars) (25y)        | Mission Bay, Fl       | Tom Jager                     | 1964      | 23    | Parkway swim club                         | 19 s 52         |
| 1987 été (juillet) (50m)           | Clovis, Ca            | Matt Biondi                   | 1965      | 22    | Golden Bear Swimming                      | 22 s 33         |
| 1988 printemps (mars) (50m)        | Orlando, Fl           | Tom Jager                     | 1964      | 24    | UCLA swimming                             | 22 s 23         |
| 1988 été (août) (50m)              |                       | Tom Jager                     | 1964      | 24    | UCLA swimming                             | 22 s 26         |
| 1989 printemps (mars) (25y)        | Chapel Hill, NC       | Steve Crocker                 |           |       | Little Rock Swimming                      | 19 s 52         |
| 1989 été (août) (50m)              | Los Angeles, CA       | Matt Biondi                   | 1965      | 24    | San Ramo Valley                           | 22 s 36         |
| 1990 printemps (mars) (25y)        | Nashville, TE         | Tom Jager                     | 1964      | 26    | Santa Clara                               | 19 s 05         |
| 1990 été (août) (50m)              | Austin (TX)           | Tom Jager                     | 1964      | 26    | Sugar Creek                               | 22 s 26         |
| 1991 printemps (avril) (50m)       | Federal Way, WA       | Stephen Crocker               |           |       | Rockwood swim club                        | 22 s 41         |
| 1991 été (août) (50m)              | Fort Lauderdale, FL   | Del Cerney                    |           |       | Gopher                                    | 23 s 09         |
| 1992 sélections JO (mars) (50m)    | Indianapolis, In      | Matt Biondi                   | 1965      | 27    | Unattached - Moraga                       | 22 s 12         |
| 1992 été (août) (50m)              | Mission Viejo, Ca     | Todd Pace                     | 1968      | 24    | Fort Lauderdale                           | 22 s 84         |
| 1993 printemps (avril) (50m)       | Nashville, TE         | Raimundas Majuolis Todd Pace  | 1972 1968 | 21 25 | Fort Lauderdale                           | 22 s 57 22 s 94 |
| 1993 été (juillet) (50m)           | Austin (TX)           | David Fox                     | 1971      | 22    | Fort Lauderdale                           | 22 s 49         |
| 1994 printemps (avril) (50m)       | Federal Way, WA       | Tom Jager                     | 1964      | 30    | Unattached - New Mexico                   | 22 s 52         |
| 1994 été (août) (50m)              | Indianapolis, In      | Tom Jager                     | 1964      | 30    | Unattached - New Mexico                   | 22 s 33         |
| 1995 printemps (mars) (50m)        | Minneapolis, MN       | David Fox                     | 1971      | 24    | Unattached - Resident                     | 22 s 23         |
| 1995 été (août) (50m)              | Pasadena, CA          | Jon Olsen                     | 1969      | 26    | Curl Burke                                | 22 s 42         |
| 1996 printemps (février) (50m)     | Orlando, Fl           | David Fox                     | 1971      | 25    | Raleigh Swimming                          | 22 s 73         |
| 1996 sélections JO (mars) (50m)    | Indianapolis, In      | Gary Hall Jr.                 | 1974      | 22    | Phoenix swim club                         | 22 s 27         |
| 1996 été (août) (50m)              | Fort Lauderdale, FL   | Bill Pilczuk                  | 1971      | 25    | Auburn aquatics                           | 22 s 68         |
| 1997 printemps (février) (50m)     | Buffalo, NY           | Bill Pilczuk                  | 1971      | 26    | Auburn aquatics                           | 22 s 92         |
| 1997 été (juillet) (50m)           | Nashville, TE         | Bill Pilczuk                  | 1971      | 26    | Auburn aquatics                           | 22 s 45         |
| 1998 printemps (avril) (50m)       | Minneapolis, MN       | Gary Hall Jr.                 | 1974      | 24    | Phoenix swim club                         | 22 s 40         |
| 1998 été (août) (50m)              | Clovis, Ca            | Bill Pilczuk                  | 1971      | 27    | Auburn aquatics                           | 22 s 62         |
| 1999 printemps (avril) (50m)       | Long Island, NY       | Bill Pilczuk                  | 1971      | 28    | Auburn aquatics                           | 22 s 58         |
| 1999 été (août) (50m)              | Minneapolis, MN       | Gary Hall Jr.                 | 1974      | 25    | Phoenix swim club                         | 22 s 13         |
| 2000 printemps (mars) (50m)        |                       | Neil Walker                   | 1976      | 24    | Texas aquatics                            | 22 s 10         |
| 2000 sélections JO (août) (50m)    | Indianapolis, In      | Gary Hall Jr.                 | 1974      | 26    | Phoenix swim club                         | 21 s 76 R USA   |
| 2001 printemps (avril) (50m)       | Austin (TX)           | Anthony Ervin                 | 1981      | 20    | Phoenix swim club                         | 22 s 18         |
| 2001 été (août) (50m)              | Fresno, CA            | Gary Hall Jr.                 | 1974      | 27    | Phoenix swim club                         | 22 s 15         |
| 2002 printemps (mars) (50m)        | Minneapolis, MN       | Jason Lezak                   | 1975      | 27    | Irvine novaquatics                        | 22 s 00         |
| 2002 été (août) (50m)              | Fort Lauderdale, FL   | Jason Lezak                   | 1975      | 27    | Irvine novaquatics                        | 22 s 34         |
| 2003 printemps (avril) (50m)       | Indianapolis, In      | Neil Walker                   | 1976      | 27    | Circle city aquatics                      | 22 s 37         |
| 2003 été (août) (50m)              | College Park, MA      | Neil Walker                   | 1976      | 27    | Circle city aquatics                      | 22 s 59         |
| 2004 printemps (février) (50m)     | Orlando, Fl           | Roland Schoeman Gary Hall Jr. | 1980 1974 | 24 30 | University of Arizona Unattached-FG       | 22 s 12 22 s 15 |
| 2004 sélections JO (juillet) (50m) | Long Beach, CA        | Gary Hall Jr.                 | 1974      | 30    | California aquatics                       | 21 s 91         |
| 2004 été (août) (50m)              | Stanford, CA          | Randall Bal                   | 1980      | 24    | Stanford swimming                         | 22 s 75         |
| 2005 Sélections CM (avril) (50m)   | Indianapolis, In      | Jason Lezak                   | 1975      | 30    | Irvine novaquatics                        | 22 s 29         |
| 2005 été (août) (50m)              | Irvine, Ca            | Ben Wildman-Tobriner          | 1984      | 21    | Stanford swimming                         | 22 s 13         |
| 2006 printemps (mars) (50m)        | Federal Way, WA       | Barry Murphy Dale Rogers      | 1985 1982 | 21 24 | University of Tennessee Longhorn Aquatics | 22 s 90 23 s 21 |
| 2006 été (août) (50m)              | Irvine, Ca            | Cullen Jones                  | 1984      | 22    | North Carolina State aquatics team        | 21 s 94         |
| 2007 printemps (mars) (50m)        | East Meadow, NY       | Nick Brunelli                 | 1981      | 26    | Sun devil aquatics                        | 22 s 45         |
| 2007 été (juillet) (50m)           | Indianapolis, In      | Ben Wildman-Tobriner          | 1984      | 23    | Stanford swimming                         | 21 s 80         |
| 2008 Sélections JO (juillet) (50m) | Omaha                 | Garrett Weber-Gale            | 1985      | 23    | Texas Longhorn Aquatics                   | 21 s 47 R USA   |
| 2009 Sélections CM (juillet) (50m) | Indianapolis, In      | Nathan Adrian                 | 1989      | 20    | California Aquatic ST                     | 21 s 52         |
| 2010 (août) (50m)                  | Irvine                | Nathan Adrian                 | 1988      | 22    | Université de Californie                  | 21 s 70         |
| 2011 (août) (50m)                  | Palo Alto             | Nathan Adrian                 | 1988      | 23    | Université de Californie                  | 21 s 84         |
| 2012 Sélections JO (juillet) (50m) | Omaha                 | Cullen Jones                  | 1984      | 28    | SwimMac Carolina                          | 21 s 59         |
| 2013 (juin) (50m)                  | Indianapolis          | Nathan Adrian                 | 1988      | 25    | Université de Californie                  | 21 s 47         |
| 2014 (août) (50m)                  | Irvine                | Anthony Ervin                 | 1981      | 33    | Université de Californie                  | 21 s 55         |
| 2015 (août) (50m)                  | San Antonio           | Caeleb Dressel                | 1996      | 19    | Université de Floride                     | 21 s 53         |
| 2016 Sélections JO (juin) (50m)    | Omaha                 | Nathan Adrian                 | 1988      | 28    | Californie                                | 21 s 51         |
| 2017                               |                       |                               |           |       |                                           |                 |
| 2018                               |                       |                               |           |       |                                           |                 |
| 2019 (juillet/août) (50m)          | Stanford, CA          | Ryan Held                     | 1995      | 24    | New York Athletic Club                    | 21 s 87         |